# Bienvenue au camping
 (août 2023).
- Si vous ne connaissez pas le sujet, laissez ce bandeau (vous pouvez alors contacter les auteurs).
- Si vous supprimez le contenu mis en cause (vous pouvez préalablement contacter les auteurs),

argumentez précisément cette suppression dans la page de discussion
(un manque de référence n'est pas un argument ; une recherche réelle de référence doit avoir été effectuée, être formellement documentée).
 (juillet 2025).
Si vous disposez d'ouvrages ou d'articles de référence ou si vous connaissez des sites web de qualité traitant du thème abordé ici, merci de compléter l'article en donnant les références utiles à sa vérifiabilité et en les liant à la section « Notes et références ».
Bienvenue au camping est une émission de télévision française, il s'agit de la 1re déclinaison du programme télévisée Bienvenue chez nous, elle est diffusée du 18 août 2014 au 16 juin 2017 sur TF1,,.
Elle est diffusée du lundi au vendredi, dans les environs de 18 h 0.
Du 29 juillet 2023 au 7 octobre 2023, l'émission est rediffusée pour l'été sur C8, tous les samedis, entre 12h et 21h10. Elle est également rediffusée en 2024.

## Concept
Chaque semaine, 4 propriétaires de camping vont se recevoir les uns chez les autres afin de tester et évaluer leurs sites et équipements. Le vendredi, ils seront réunis pour prendre connaissance des remarques formulées par les autres participants et découvrir leur note. Celui qui obtient la meilleure note décrochera le titre de meilleur camping de la semaine et remportera la somme de 3 000 euros. Les critères d'évaluation :
- Le camping et ses extérieurs •
- La qualité des animations •
- L'hébergement •
- L'ambiance et la convivialité •
- le rapport qualité/prix •

À la fin de leur séjour dans chaque camping, les couples invités devront payer le tarif qui leur semble le plus juste.

## Diffusion

### Saison 1 (2014)
La première saison est diffusée du 18 août 2014 au 12 septembre 2014 sur TF1,.
Elle compte 4 semaines de 20 épisodes.

### Saison 2 (2015)
La deuxième saison est diffusée du 5 janvier 2015 au 30 janvier 2015 sur TF1,.
Elle compte 4 semaines de 20 épisodes.

### Saison 3 (2015)
La troisième saison est diffusée du 27 avril 2015 au 5 juin 2015 sur TF1,.
Elle compte 6 semaines de 30 épisodes.

### Saison 4 (2015)
La quatrième saison est diffusée du 7 septembre 2015 au 16 octobre 2015 sur TF1.
Elle compte 6 semaines de 30 épisodes.

### Saison 5 (2016)
La cinquième saison est diffusée du 9 mai 2016 au 3 juin 2016 sur TF1.
Elle compte 4 semaines de 20 épisodes.

### Saison 6 (2017)
La sixième saison est diffusée du 24 avril 2017 au 16 juin 2017 sur TF1.
Elle compte 5 semaines de 25 épisodes.